# Cerveja
Uma caneca de cerveja.
A cerveja (do gaulês, através do latim servisia) é uma bebida produzida a partir da fermentação de cereais, principalmente a cevada maltada. Acredita-se que tenha sido uma das primeiras bebidas alcoólicas que foram criadas pelo ser humano. Atualmente, é a terceira bebida mais popular do mundo, logo depois da água e do café. É a bebida alcoólica mais consumida no mundo atualmente.

## História

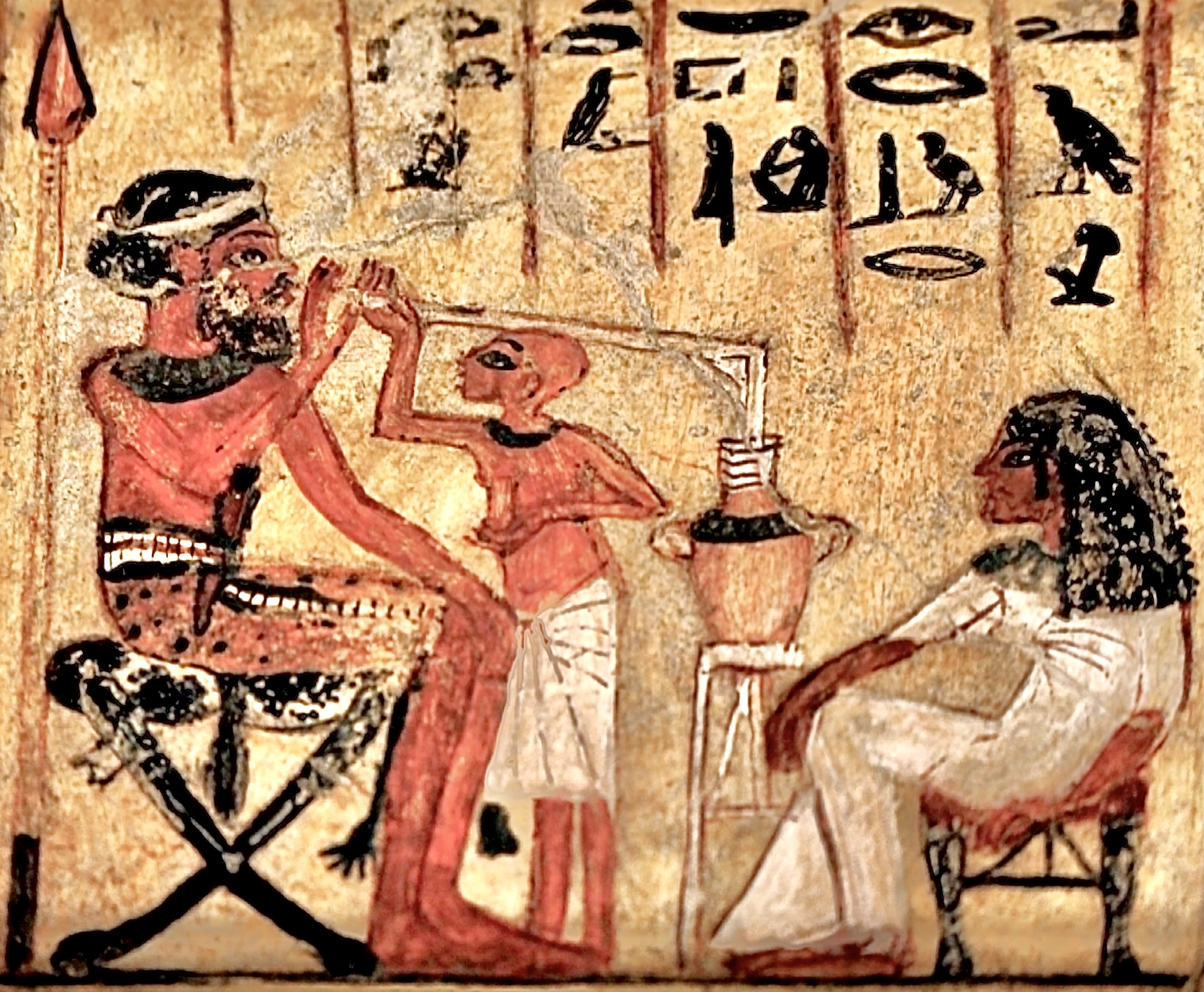
Pintura egípcia antiga, 18ª dinastia, reinado de Akhenaton, c. 1300 a.C., mostrando mercenário sírio a beber cerveja através de uma palhinha. Museu Egípcio de Berlim

Historicamente, a cerveja já era conhecida pelos antigos sumérios, egípcios, mesopotâmios e iberos, remontando, pelo menos, a 6 000 a.C. A agricultura surgiu na Mesopotâmia em um período entre a revolução do Neolítico e a Idade dos Metais. A mais antiga lei que regulamenta a produção e a venda de cerveja é a Estela de Hamurabi, que data de 1 760 a.C. Nela, se condena à morte quem não respeita os critérios de produção de cerveja indicados. Incluía várias leis de comercialização, fabricação e consumo da cerveja, relacionando direitos e deveres dos clientes das tabernas. O Código de Hamurabi também estabelecia uma ração diária de cerveja para o povo da Babilônia: 2 litros para os trabalhadores, 3 para os funcionários públicos e 5 para os administradores e o sumo sacerdote. O código também impunha punições severas para os taberneiros que tentassem enganar os seus clientes.

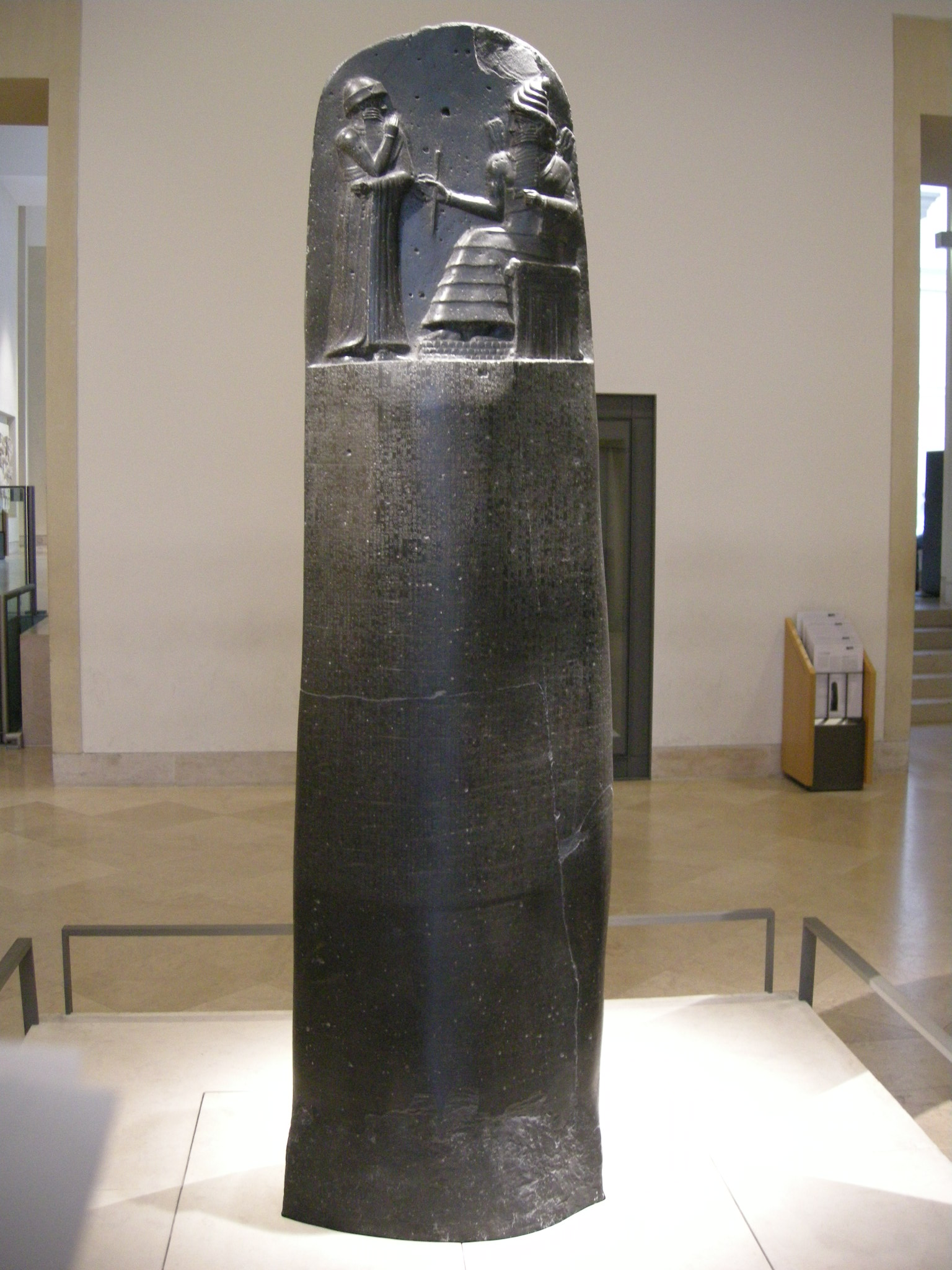
A Estela de Hamurabi (c. 1792–1750 a.C)., onde estão escritas as leis mais antigas sobre a cerveja, no Museu do Louvre, em Paris

A notícia mais antiga que se tem da cerveja vem de 2 600 a 2 350 a.C. Desta época, arqueólogos encontraram menção no Hino a Ninkasi, a deusa da cerveja, de que os sumérios já produziam a bebida. Já na Babilônia dá-se conta da existência de diferentes tipos de cerveja, originadas de diversas combinações de plantas e aromas, e o uso de diferentes quantidades de mel. Mesopotâmios estavam bebendo cerveja de vasos individuais há 3.500 anos.
Posteriormente, no antigo Egito, a cerveja, segundo o escritor grego Ateneu de Náucrates (século III), teria sido inventada para ajudar a quem não tinha como pagar o vinho. Inscrições em hieróglifos e obras artísticas testemunham o gosto deste povo pelo henket ou zythum, apreciado por todas as camadas sociais. Até um dos faraós, Ramessés III (r. 1184–1153 a.C.), passou a ser conhecido como "faraó-cervejeiro" após doar, aos sacerdotes do Templo de Amon, 466 308 ânforas ou aproximadamente um milhão de litros de cerveja provenientes de suas cervejarias.
Praticamente qualquer açúcar ou alimento que contenha amido pode, naturalmente, sofrer fermentação alcoólica. Assim, bebidas semelhantes à cerveja foram inventadas de forma independente em diversas sociedades em redor do mundo. Na Mesopotâmia, a mais antiga evidência referente à cerveja está numa tábua sumeriana com cerca de 6000 anos de idade na qual se veem pessoas tomando uma bebida através de juncos de uma tigela comunitária. A cerveja também é mencionada na Epopeia de Gilgamesh. Um poema sumeriano de 3900 anos homenageando a deusa dos cervejeiros, Ninkasi, contém a mais antiga receita que sobreviveu, descrevendo a produção de cerveja de cevada utilizando pão.
A cerveja teve alguma importância na vida dos primeiros romanos, mas, durante a República Romana, o vinho destronou a cerveja como a bebida alcoólica preferida, passando esta a ser considerada uma bebida própria de bárbaros. Tácito, em seus dias, escreveu depreciativamente acerca da cerveja preparada pelos povos germânicos.
Na Idade Média, vários mosteiros fabricavam cerveja, empregando diversas ervas para aromatizá-la, como mírica, rosmarino, louro, sálvia, gengibre e o lúpulo, este utilizado até hoje e introduzido no processo de fabricação da cerveja entre os anos 700 e 800. O uso de lúpulo para dar o gosto amargo da cerveja e para preservá-la é atribuída aos monges do Mosteiro de San Gallo, na Suíça. Houve um tempo em que o papel da levedura na fermentação era desconhecido. Na Era Viquingue, cada família tinha sua própria vara de cerveja que eles usavam para agitar a bebida durante a produção. Estas varas de cerveja eram consideradas herança de família, porque era o uso da vara que garantia que a cerveja daria certo. Hoje em dia, sabe-se que estas varas continham uma cultura bacteriana de levedura. A Reinheitsgebot ("Lei da Pureza da Cerveja" Alemã de 1516) — definia os únicos materiais permitidos para fabricação de cerveja como sendo malte, lúpulo e água. Com a descoberta do fermento e de sua função no final da década de 1860 por Louis Pasteur, a lei teve que ser alterada.

A maior parte das cervejas, até tempos relativamente recentes, eram do tipo que agora chamamos de Ales. As Lagers foram descobertas por acidente no século XVI, quando a cerveja era estocada em frias cavernas por longos períodos; desde então, elas ultrapassaram largamente as cervejas tipo ale em volume. O lúpulo é cultivado na França desde o século IX. O mais antigo escrito remanescente a registrar o uso do lúpulo na cerveja data de 1067 pela abadessa Hildegarda de Bingen: "Se alguém pretender fazer cerveja da aveia, deve prepará-la com lúpulo." No século XV, na Inglaterra, a fermentação sem lúpulo podia dar origem a uma bebida tipo ale — o uso do lúpulo torná-la-ia uma cerveja. A cerveja com lúpulo era importada para a Inglaterra (a partir dos Países Baixos) desde cerca de 1400, em Winchester. O lúpulo passou a ser cultivado na ilha a partir de 1428. A Companhia dos Fabricantes de Cerveja de Londres foi longe a ponto de especificar que "nenhum lúpulo, ervas, ou coisa semelhante será colocada dentro de nenhuma ale ou bebida alcoólica enquanto a ale estiver sendo feita — mas somente um licor (água), malte e uma levedura". Contudo, por volta do século XVI, "ale" veio a referir-se a qualquer cerveja forte, e todas as ales e cervejas continham lúpulo.
No idioma eslavo, a cerveja é chamada piwo (pronuncia-se "pivo"), do verbo pić (pronuncia-se "pítch"), "beber". Por isso, piwo pode ser traduzido como "bebida", o que demonstra a importância que lhe é concedida.
O Kalevala, poema épico finlandês coligido na forma escrita no século XIX mas baseado em tradições orais seculares, contém mais linhas sobre a origem da fabricação de cerveja do que sobre a origem do homem.
Em 2013, foi desenvolvido pela primeira vez sorvete e ovo de páscoa a partir de cerveja.

## Etimologia
Existem vários pontos de vista:
- Segundo Joan Corominas,[17] cerveja vem do latim cervēsia, que, por sua vez, toma a palavra do gaulês, uma língua celta. A raiz celta parece ser um cognato do galês cwrw e do gaélico coirm.
- Duboë-Laurence Philippe e Christian Berger[18] sugerem que o francês cervoise viria de cerevisia, acrescentando, em seguida, que esta viria de Ceres, deusa romana da terra e dos cereais. Esta etimologia pertence a um gênero de etimologia de fantasia. Em todo caso, é amplamente aceito que "cereal" vem de cerealis, o que significa "pertencente à deusa Ceres", normalmente representada com espigas de trigo na mão.

Em todo caso, a raiz comum é facilmente perceptível em suas formas em português "cerveja", em espanhol cerveza, em catalão cervesa e em galego cervexa. Em outros idiomas europeus, são usados derivados da mesma raiz germânica, como a palavra alemã bier, o inglês beer, o francês bière e o italiano birra. Em inglês, também usa-se a palavra ale, equivalente a öl, a palavra escandinava para a bebida.

## Ingredientes
Os ingredientes básicos da cerveja são: água; uma fonte de amido, tais como malte de cevada, capaz de ser sacarificado (convertidos em açúcares), então fermentados (convertido em álcool e dióxido de carbono); uma levedura de cerveja para produzir a fermentação, e o lúpulo. Uma mistura de fontes de amido pode ser usada, com uma fonte secundária de amido, como o milho ou arroz, sendo muitas vezes denominado um adjunto, especialmente quando utilizado quando o objetivo é obter uma cerveja mais leve e refrescante. Já a adjunção de outros cereais não malteados como a aveia e o centeio confere um caráter mais encorpado à cerveja.
Fontes de amido menos utilizadas incluem milheto, sorgo, raiz de mandioca na África, tubérculo de batata no Brasil e agave no México, entre outros.
.

### Água
As regiões têm água com componentes minerais diferentes. Como resultado, diferentes regiões foram inicialmente mais adequadas para se fazer certos tipos de cerveja, dando-lhes um caráter regional. Por exemplo, Dublin tem água dura adequada para se fazer stouts como a Guinness, enquanto que Plzeň tem água macia adequada para se fazer uma Bohemian Pilsner como a Pilsner Urquell.
 As águas de Burton, na Inglaterra, contêm gipsita, que beneficia a fabricação de pale ales, a tal ponto que as cervejeiras que produzem Pale Ales acrescentam gesso na água em um processo conhecido como burtonização.

### Malte de cevada

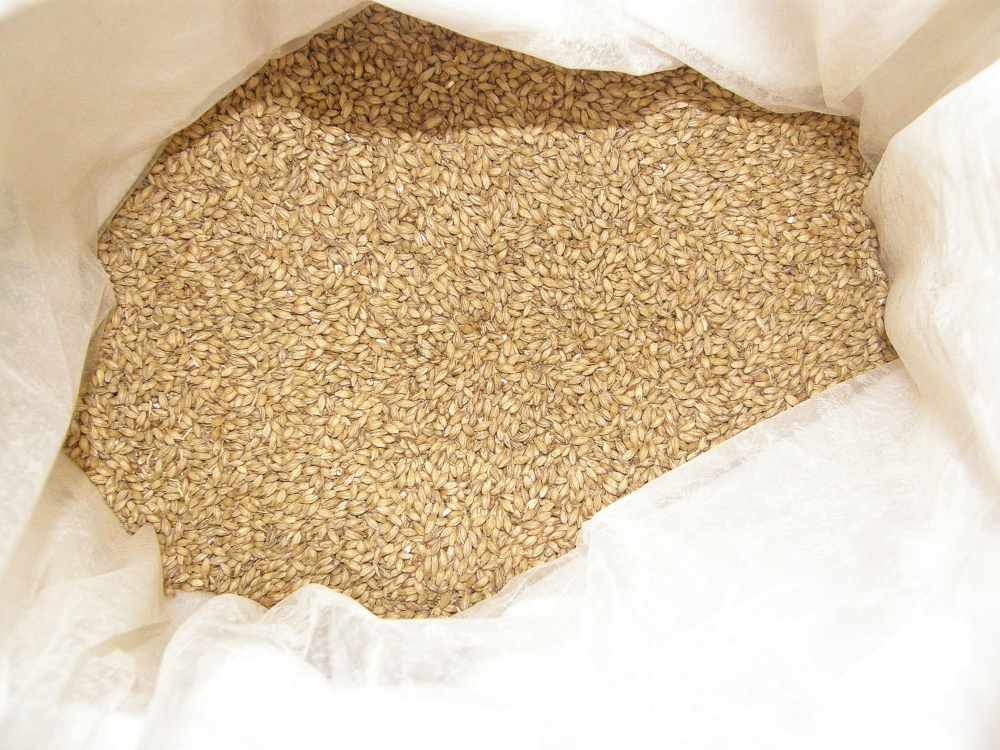
Malte: principal ingrediente da cerveja

A fonte de amido em uma cerveja fornece o material fermentável e é um fator determinante no sabor da cerveja. A fonte de amido mais comum usada na cerveja é a cevada maltada. A cevada é maltada por imersão em água, permitindo que ele comece a germinação e em seguida seca-se o grão parcialmente germinado em um forno.
O grão maltado produz enzimas que convertem o amido nos grãos em açúcares fermentáveis,
diferentes tempos e temperaturas são utilizados para produzir cores diferentes de malte a partir do mesmo grão. Maltes escuros produzirão cervejas mais escuras.
Durante a preparação da cerveja, o malte é moído, remove-se o epicarpo (casca), e o grão é dividido em pedaços. Estas cascas permanecem com o grão durante a brassagem e atuam como um filtro natural durante a lavagem dos grãos, quando o mosto é separado do material insolúvel do grão.
Outros grãos maltados e não maltados (incluindo o milho, arroz, trigo, aveia, e centeio, e menos frequentemente, sorgo) podem ser utilizados. Nos últimos anos, alguns poucos fabricantes têm produzido cerveja sem glúten, feita com sorgo e sem malte de cevada, para aqueles que não podem consumir glúten provenientes de grãos como trigo, centeio, cevada e etc.

### Cereais não maltados
Cereais não maltados são aqueles que não precisam passar pelo processo de maltação para estarem aptos ao uso para a produção de cerveja. Ou seja: eles são utilizados como são encontrados.
Historicamente, além da cevada outros cereais sempre foram utilizados na produção de cerveja. De acordo com a necessidade da receita, mestres cervejeiros experimentavam outros ingredientes para atingir diferentes sabores, aromas e texturas. Hoje, especula-se que cerca de 70% das cervejas produzidas no mundo levam cereais não maltados.
Entre os exemplos mais notáveis, estão o trigo, o milho, o arroz, o centeio e a aveia.

#### Trigo
Um dos cereais mais famosos do mundo cervejeiro, pode ser utilizado maltado ou não. Bastante utilizada na Alemanha — ironicamente, o país que criou a Lei da Pureza — e nas Witbier belgas. Sua presença na receita torna a bebida turva, cremosa e refrescante.

#### Milho
Amplamente usado nas Américas, o milho é um cereal que acrescenta açúcares fermentáveis sem aumentar o corpo da bebida. É empregado em receitas cervejeiras há muito tempo e por muitas culturas: os andinos já utilizavam o cereal para produzir a Chicha, os alemães para retirar opacidade da bebida e os belgas o empregavam para criar receitas mais leves. Seu uso confere, geralmente, propriedades mais leves para a cerveja, tornando-a mais apropriada para climas tropicais. 

#### Arroz
É um cereal muito utilizado no Japão, China e Estados Unidos. Também confere leveza à cerveja, além de uma coloração dourada e brilhante. Atualmente, além das cervejarias orientais, o arroz vem ganhando espaço entre as cervejarias artesanais. Cervejarias também usam a variedade vermelha do cereal para atingir diferentes colorações.

#### Centeio
Garante coloração avermelhada para a cerveja, além de cremosidade e sabores levemente picantes. Pela sua intensidade, é utilizado em pequenas quantidades na cerveja. Atualmente vem ganhando bastante espaço na receita de cervejas intensas, como as IPAs (India pale ales) e as Pale Ales.

#### Aveia
Por ser um cereal rico em proteínas, óleos e gordura, geralmente não é muito utilizada na produção de cerveja. Mesmo assim, existem exemplares muito premiados ao redor do mundo, como as Oatmeal Stouts. Hoje, a Inglaterra é o país que mais a utiliza.

### Lúpulo

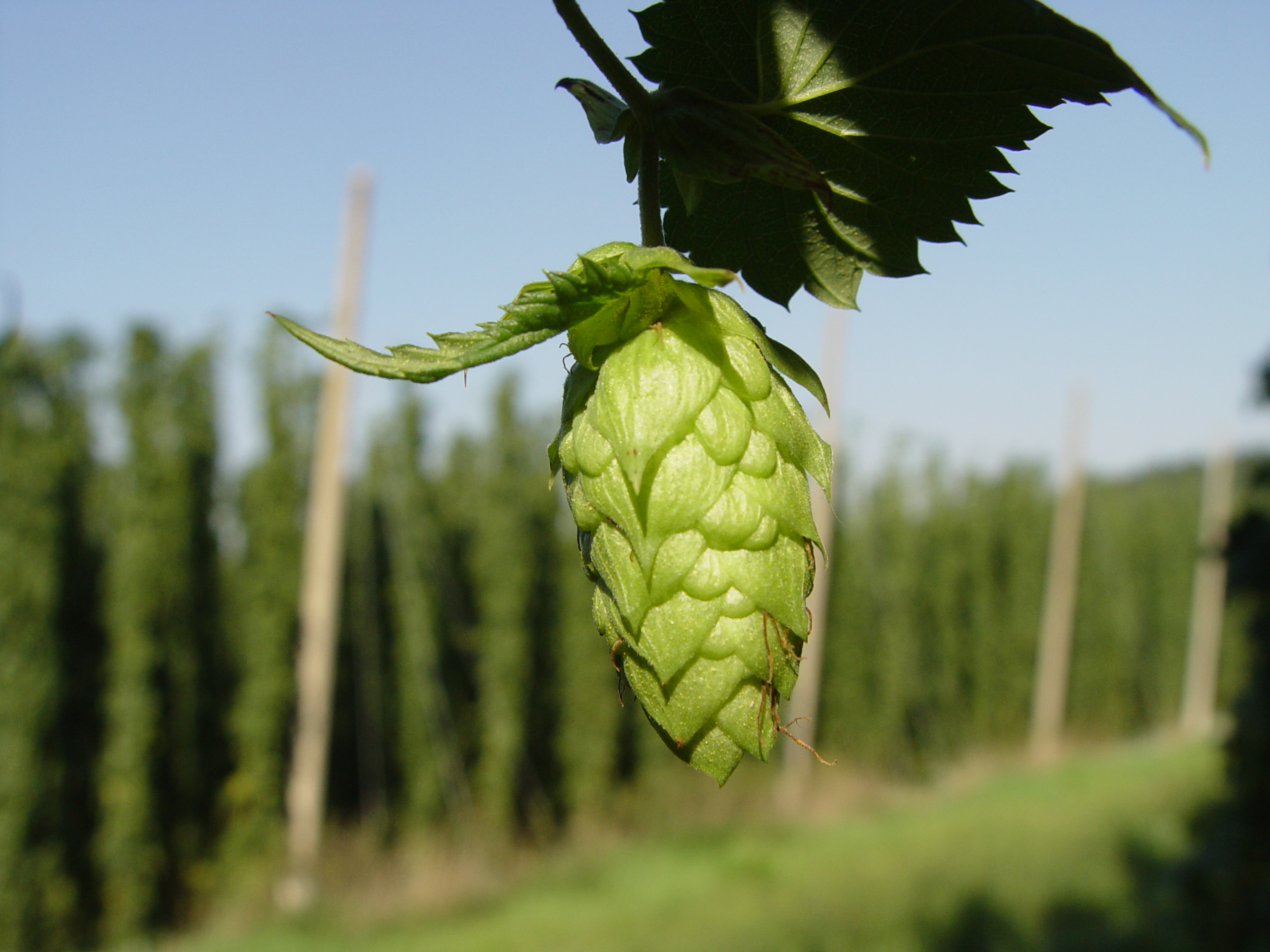
Flor de lúpulo em Hallertau, na Alemanha

O lúpulo que é utilizado na fabricação de cervejas na verdade é a flor da espécie vegetal Humulus lupulus. A planta é dioica, ou seja, possui os sexos separados, mas somente as flores da planta fêmea são utilizadas como ingredientes da bebida. Nessas flores, existem glândulas amareladas entre as pétalas, chamadas lupulinas, que produzem resinas e óleos que são responsáveis pelo aroma e amargor que é conferido à cerveja. Esse sabor amargo, que serve para equilibrar a doçura do malte, é medido por meio da Escala Internacional de Unidades de Amargor. O lúpulo atribui aromas e sabores cítricos e florais à cerveja. Além disso, essa flor tem um efeito antibiótico que favorece a atividade da Saccharomyces cerevisiae (levedura da cerveja) sobre microorganismos menos desejáveis e ajuda na retenção da espuma da bebida. A acidez do lúpulo também age como um conservante natural da bebida. Graças a todas essas características, a maior parte do lúpulo utilizado comercialmente é usado na fabricação de cerveja.
A primeira menção histórica do uso do lúpulo na cerveja foi de 822 em escrituras de um mosteiro feitas por Alhard the Elder, também conhecido como Adelardo de Corbie,. embora normalmente a data mencionada para o cultivo generalizado de lúpulo para uso em cerveja date do século XIII  

### Gruit

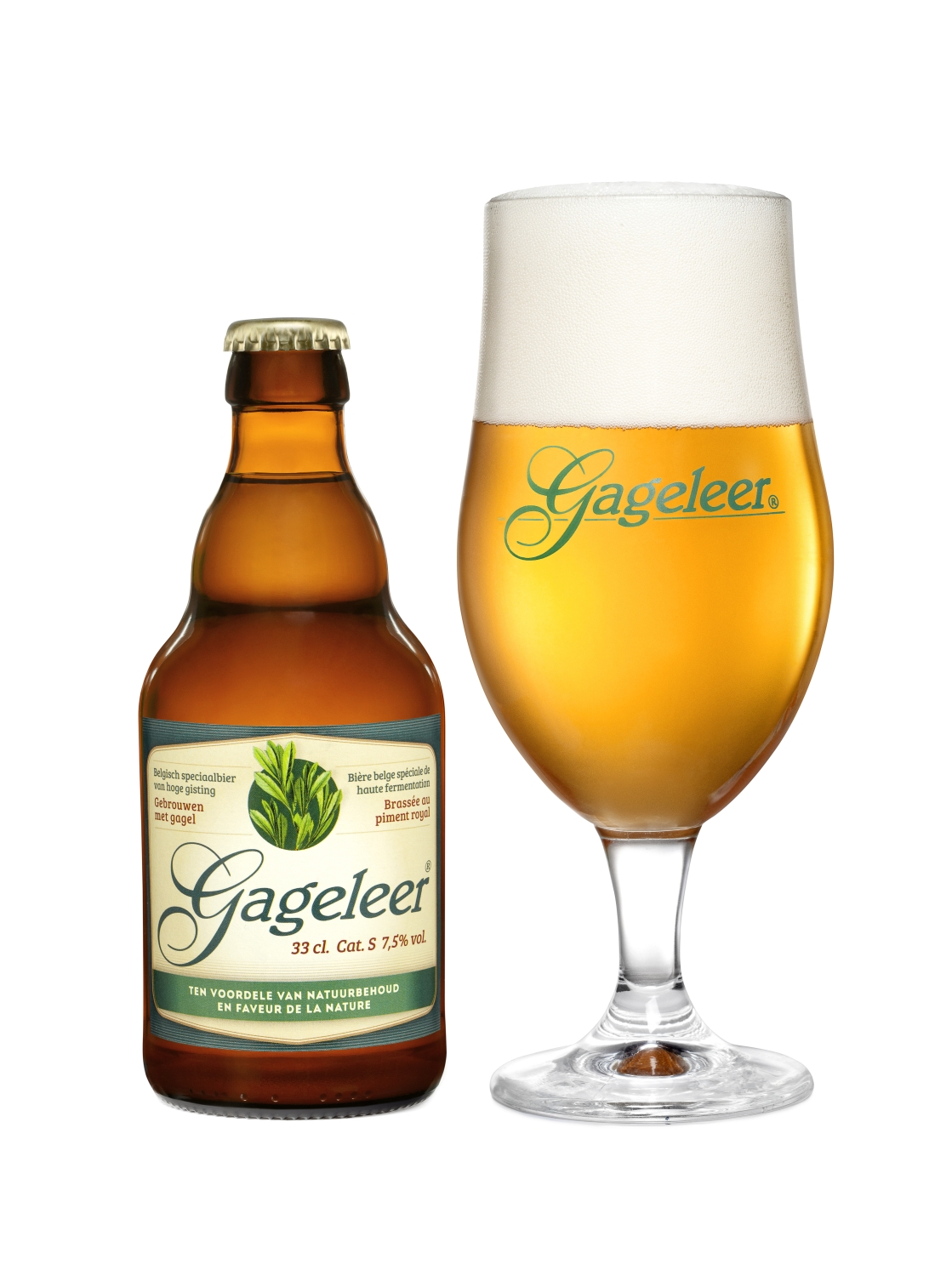
Moderna cerveja com gruit de Myrica gale.

Antes desse século, a cerveja era aromatizada com outras plantas, como a glechoma hederacea por exemplo. As combinações de ervas aromáticas, frutos diversos e até mesmo ingredientes como o absinto eram combinados em uma mistura conhecida como Gruit. Atualmente algumas cervejas, como a Fraoch' da empresa Scottish Heather Ales e Cervoise Lancelot da empresa French Brasserie-Lancelot, utilizam outras plantas além de lúpulo para condimentação. A cerveja Sahti, tradicional da Finlândia, emprega o zimbro como aromatizante no lugar do lúpulo. No Brasil, estudos já foram conduzidos para investigar a viabilidade do uso de diversos saborizantes (quina, alcachofra, erva mate, cacau, café verde, etc.) como alternativas ao lúpulo.

### Levedura ou fermento

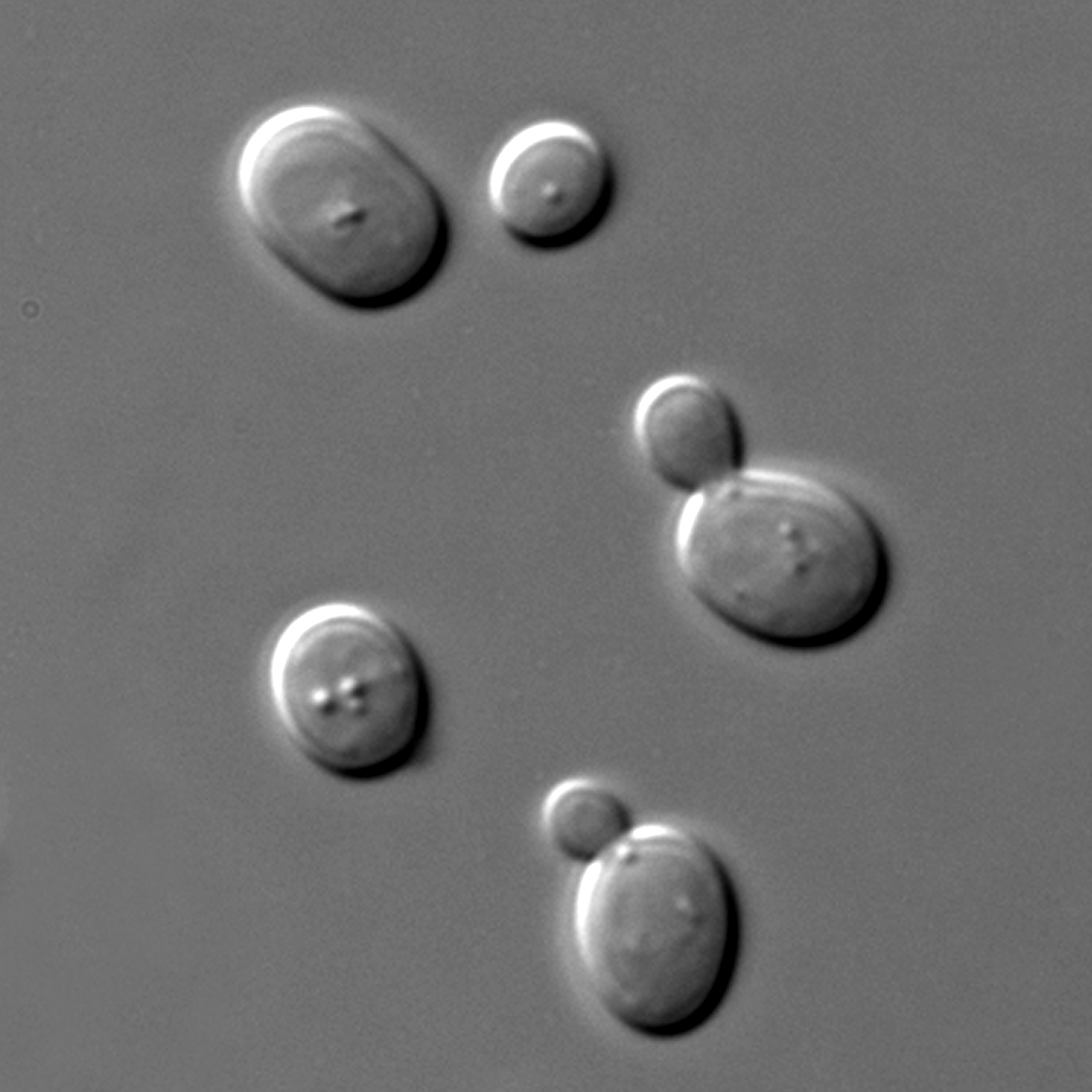
S. cerevisiae vista em um microscópio

A levedura é um fungo responsável pela fermentação em cerveja. A levedura metaboliza os açúcares extraídos a partir de grãos, o que produz o álcool e dióxido de carbono, e, assim, se transforma o mosto em cerveja. Além de fermentar a cerveja, a levedura influencia o caráter e sabor. Um dos tipos de levedura mais usados para fazer cerveja é a Saccharomyces cerevisiae. Também são usadas Brettanomyces, para fermentar Lambics, e Torulaspora delbrueckii, para fermentar a weissbier da Baviera. Antes que a ação da levedura na fermentação fosse entendida, a fermentação era feita com leveduras selvagens encontradas ao ar livre. Alguns tipos de cerveja como as Lambics seguem esse método até hoje, mas a fermentação mais moderna acrescenta culturas de levedura puras.

### Agentes clarificantes
Alguns fabricantes adicionam um ou mais agentes clarificantes na cerveja, o que tipicamente precipita (coleta como um sólido) para fora da cerveja, juntamente com os sólidos de proteínas que seriam encontradas no produto final. Este processo dá à cerveja uma aparência brilhante e límpida, em vez do aspecto turvo de certos estilos, como a weissbier.
Alguns exemplos de agentes clarificantes são: isinglass (em português, ictiocola), obtido a partir da bexiga natatória de peixes; irish moss, uma alga marinha; carragenina, obtida da alga Kappaphycus cottonii; Polyclar, artificial; e gelatina

## Preparação
O objetivo do processo é converter a fonte de amido em um líquido açucarado chamado mosto e depois converter o mosto em uma bebida alcoólica conhecida como a cerveja, em um processo de fermentação efetuada por leveduras. Há várias etapas no processo de fabricação de cerveja, que pode incluir maltagem, brassagem, lavagem, fervura, fermentação, maturação, filtragem e embalagem.
|                    |                      | Tanque de água quente Brassagem Malte Lúpulo Fervura Hopback Adicionar levedura no Fermentador Refrigeração Envase Barril |
| Mestre cervejeiro. | Sommelier de cerveja | Diagrama ilustrando o processo.                                                                                           |

### Maltagem

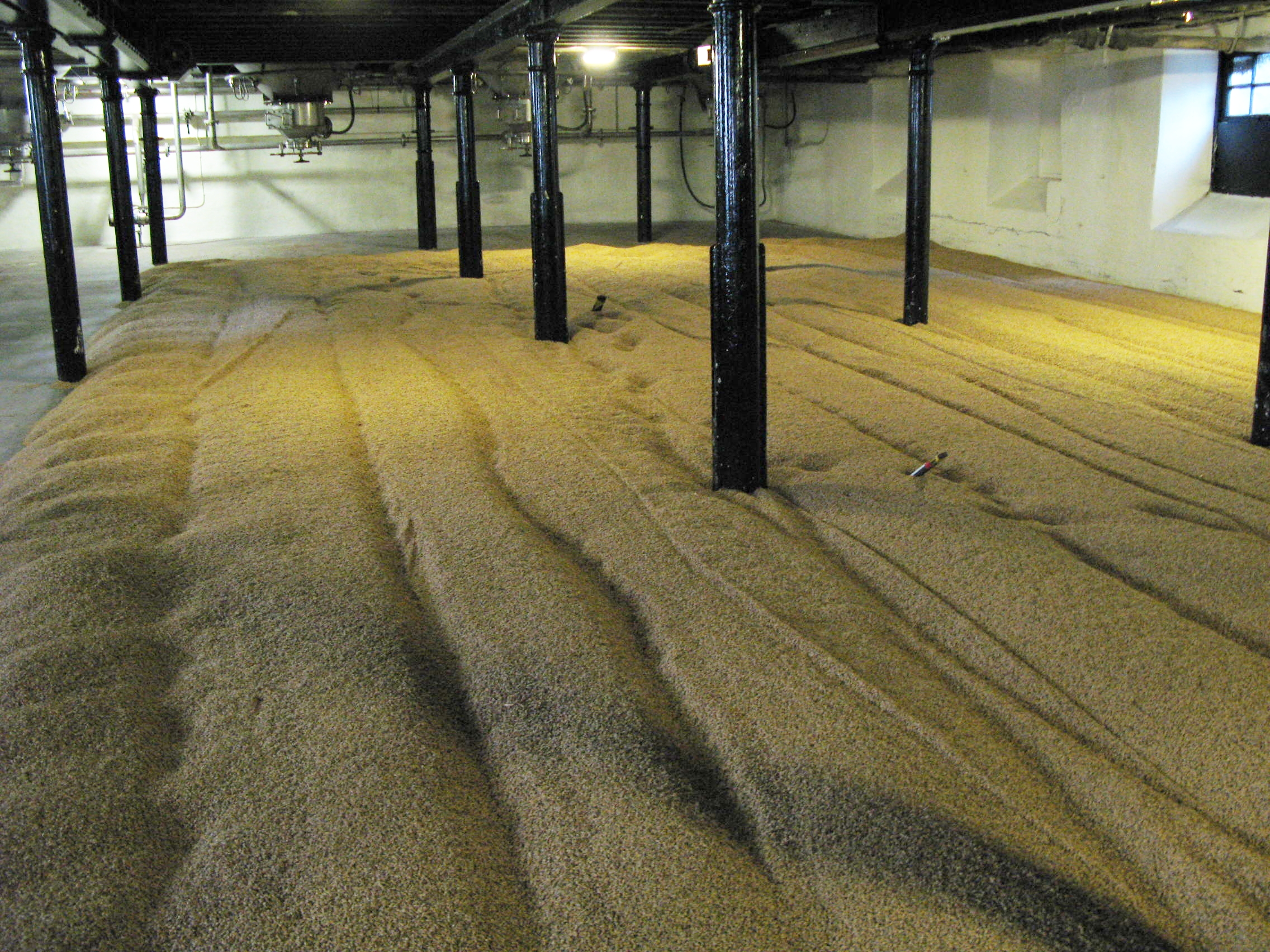
O chão de uma maltaria na Highland Park Distillery

Maltagem é o processo onde os grãos são preparados para a fabricação de cerveja. A maltagem é dividida em três etapas, a fim de ajudar a liberar os amidos do grão. Em primeiro lugar, o grão é adicionado a um tanque com água e permanece de molho por aproximadamente 40 horas. Durante a germinação, o grão é espalhado no chão da sala de germinação por cerca de 5 dias. A parte final da maltagem é a secagem. Aqui, o malte passa por uma temperatura muito elevada de secagem em forno. A alteração da temperatura é gradual de modo a não perturbar ou danificar as enzimas no grão. Quando a secagem está completa, os grãos são agora denominados de malte, e serão moídos ou triturados para separar os grãos e expor o cotilédone, que contém a maior parte dos carboidratos e açúcares; isso faz com que seja mais fácil de extrair os açúcares durante brassagem. Dentre os maltes, o de cevada é o mais frequente e largamente usado devido ao seu alto conteúdo de enzimas, mas outros cereais maltados ou não maltados são também usados na fabricação de cerveja, inclusive: trigo, arroz, milho, aveia e centeio.

### Brassagem

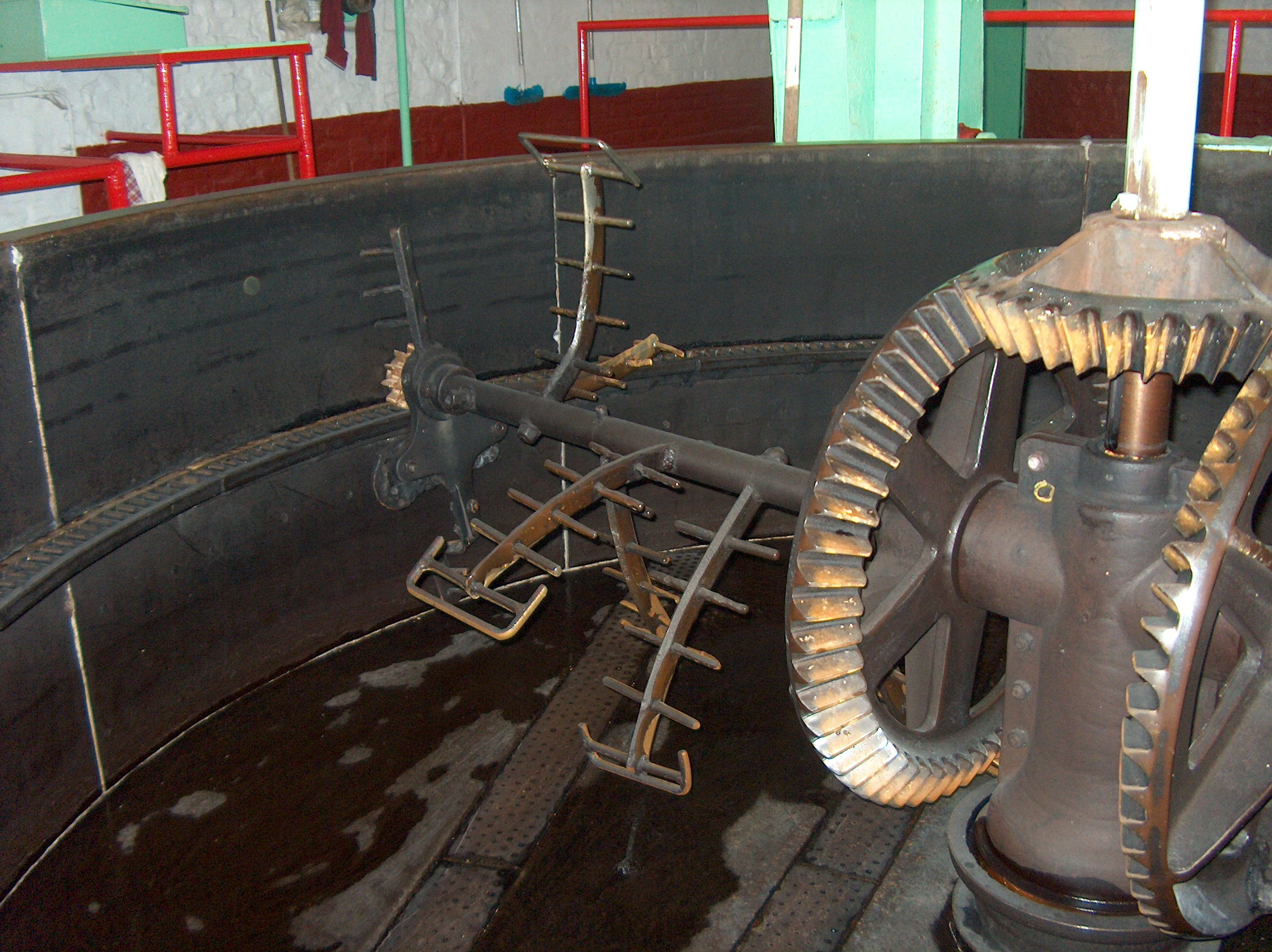
Recipiente de brassagem vazio

Brassagem converte os amidos liberados durante a fase de maltagem em açúcares que podem ser fermentados. O grão moído é misturado com água quente num recipiente grande. Neste recipiente, o grão e a água são misturados em conjunto para criar um mosto de cereais. Durante a brassagem, as enzimas que existem naturalmente no malte convertem os amidos (carboidratos de cadeia longa) no grão em moléculas menores ou açúcares simples (mono-, di-, e tri-sacarídeos). Esta "conversão" é chamada de sacarificação e cada receita possui sua própria curva de temperatura para extrair as quantidades desejáveis dos diferentes compostos, variando de 50 a 67 graus Celsius. O resultado do processo de brassagem é um líquido rico em açúcar ou "mosto", que é então filtrada através da parte inferior do recipiente num processo conhecido como drenagem do mosto. Antes da drenagem, a temperatura do mosto pode ser aumentada até cerca de 75 graus Celsius (conhecido como um mashout) para desativar as enzimas. Água adicional pode ser liberada sobre os grãos para extrair os açúcares adicionais.

### Fervura

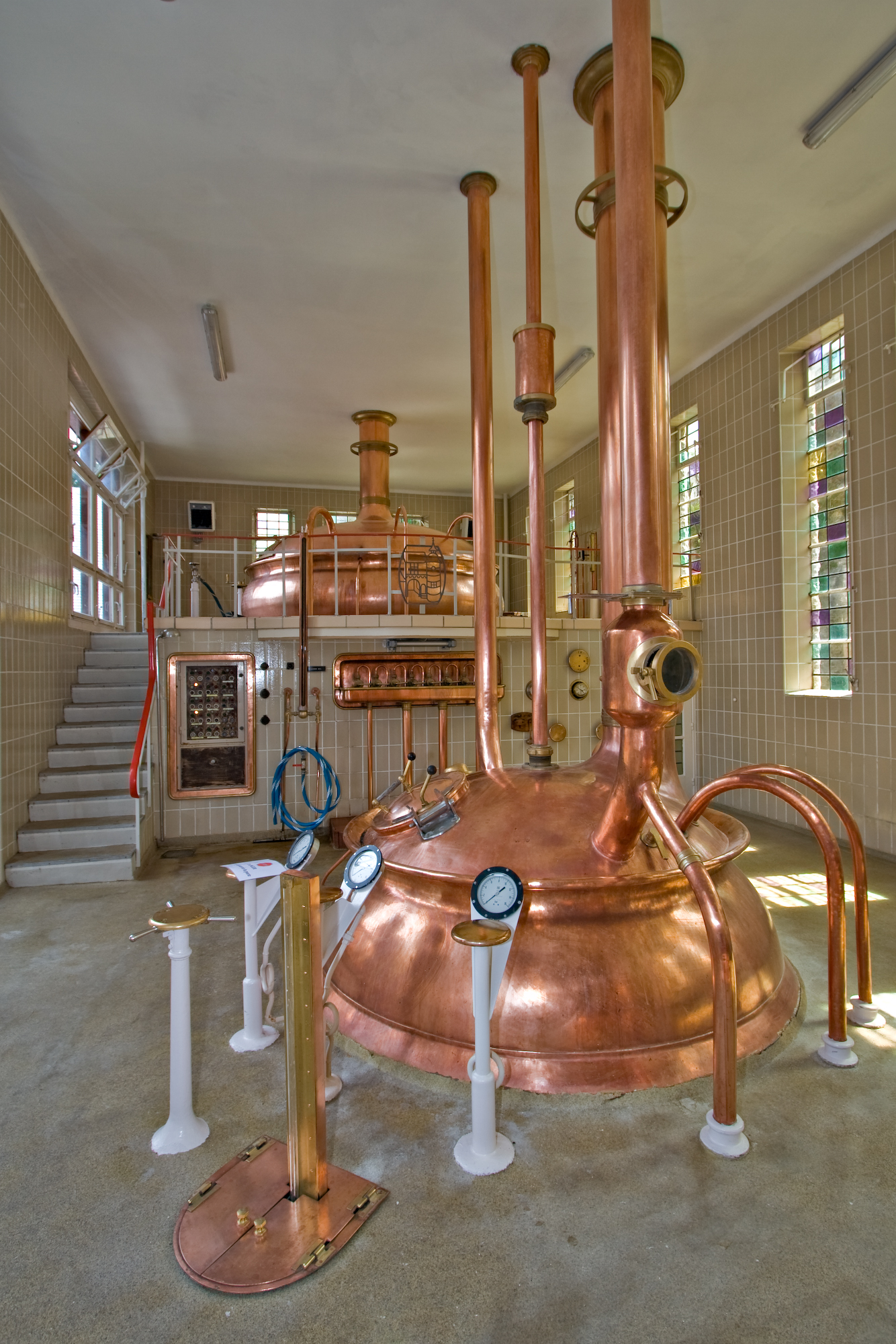
Fábrica de cerveja na Abadia de Nossa Senhora de Saint-Remy, em Rochefort, na Bélgica

Ferver o extrato de açúcar do malte, chamado mosto, assegura a sua esterilização, e, portanto, impede uma série de infecções. Durante a fervura o lúpulo é adicionado, o qual contribui para amargor, sabor, aroma e compostos para a cerveja. O calor da fervura, faz com que as proteínas no mosto coagulem e o pH do mosto caia. Finalmente, os vapores produzidos durante a fervura volatilizam sabores indesejados, incluindo precursores do o dimetilsulfureto (DMS). A fervura deve ser realizada de modo que seja uniforme e intensa. A fervura dura entre 15 e 120 minutos, isso depende da intensidade da fervura, o tempo de adição de lúpulo, e volume de água a ser evaporada. Durante a fervura, ocorrem reações químicas com os componentes do lúpulo, entre eles os alfa ácidos. Alfa ácidos têm uma leve efeito antibiótico / bacteriostático contra bactéria Gram-positiva, e favorecem a atividade exclusiva da levedura durante a fermentação da cerveja. Os alfa ácidos são responsáveis pelo sabor amargo na cerveja, porém o mesmo é insolúvel em água até ser isomerizado pela ebulição do mosto. Quanto maior o tempo de ebulição, maior o percentual de isomerização e mais amarga a cerveja será. No entanto, os óleos que contribuem com sabores e aromas característicos são voláteis e se perdem em grande quantidade durante longas fervuras. Há muitas variedades de lúpulo, mas estes podem ser divididos em duas categorias gerais: amargor e aroma. Lúpulos de amargor são ricos em ácidos alfa, cerca de 10 por cento de seu peso. Lúpulos de aroma contém geralmente menos, cerca de 5 por cento e produzem um sabor e aroma mais desejável à cerveja. Muitas variedades estão no meio-termo e são utilizadas para ambos os fins. Lúpulos de amargor são acrescentados no início da ebulição e fervidos durante cerca de uma hora. Lúpulos de aroma são adicionados ao final da fervura e normalmente fervidos por 15 minutos ou menos. Adicionando-se diferentes variedades de lúpulo em diferentes momentos durante a fervura, um perfil mais complexo pode ser alcançado, fazendo com que a cerveja apresente um equilíbrio entre amargor, sabor e aroma.

### Whirlpool
No final da fervura, o mosto é colocado em movimento espiral. O assim chamado paradoxo das folhas de chá obriga os sólidos densos (proteínas coaguladas, matéria vegetal a partir de lúpulo) a formar um cone no centro do tanque de whirpool. Na maior parte das grandes cervejarias, existe um tanque separado para whirlpool. Estes tanques têm um diâmetro grande para facilitar a sedimentação, fundo plano ou uma inclinação de 1 ou 2 graus na direção da saída, uma entrada tangencial perto do fundo, e uma saída na parte inferior perto da borda externa do turbilhão. O recipiente não deve ter protuberâncias internas que possa diminuir a rotação do líquido. Cervejarias menores costumam usar o recipiente de fervura para fazer o whirpool.

### Hopback
A hopback é uma câmara selada que é inserida entre o recipiente de fervura e do resfriador de contra-fluxo do mosto. Lúpulo em flor é adicionado à câmara, o mosto quente passa através dele, e imediatamente depois arrefecido no resfriador de mosto antes de entrar no câmara de fermentação. Esse processo facilita a retenção máxima de compostos voláteis de aroma do lúpulo que normalmente seriam perdidos. No Reino Unido, é prática comum o uso de hopback para clarificar o mosto. Este processo tem o mesmo efeito que o whirpool, mas funciona de uma maneira completamente diferente. Os dois processos são muitas vezes confundidos, mas são funcionalmente, bem diferente. Enquanto o whirpool utiliza força centrífuga, o hopback utiliza uma camada de flores de lúpulo fresco em um espaço confinado para agir como um filtro para remover o trub.

### Resfriamento do mosto
Depois do whirpool, o mosto deve ser resfriado para temperaturas de fermentação (20 °C a 26 °C) antes da levedura ser adicionada. Em fábricas de cerveja modernas, isto é conseguido através de um trocador de calor de placas. Um trocador de calor de placas tem várias placas estriadas que formam dois caminhos distintos. O mosto é bombeado para dentro do trocador de calor, e passa através de cada dois intervalos entre as placas. O meio de arrefecimento, geralmente água, passa através dos outros intervalos. Os sulcos nas placas asseguram um fluxo turbulento. Um bom trocador de calor pode diminuir a temperatura de 95 °C para 20 °C enquanto aquece o meio de arrefecimento de cerca de 10 °C até 8 °C. As últimas placas frequentemente utilizam um fluido de arrefecimento, que pode ser arrefecido abaixo do ponto de congelamento, o que permite um controle mais fino sobre a temperatura do mosto de saída, e também permite o arrefecimento para cerca de 10 graus Celsius. Após o resfriamento, oxigênio é muitas vezes dissolvido no mosto para revitalizar o fermento e ajudar em sua reprodução.
Enquanto ferve, é importante se recuperar parte da energia usada para ferver o mosto. Em seu caminho para fora da cervejaria, o vapor criado durante a fervura é passa por uma serpentina pela qual flui água não aquecida. Ao ajustar a velocidade de fluxo, a temperatura de saída da água pode ser controlada. Isto também é muitas vezes feito utilizando um trocador de calor de placas. Essa água é então armazenado para uso na próxima brassagem, na limpeza de equipamento, ou sempre que necessário.
Outro método comum de recuperação de energia ocorre durante o arrefecimento do mosto. Quando a água fria é usada para arrefecer o mosto num trocador de calor, a água é aquecida significativamente. Numa fábrica de cerveja eficiente, a água passa através do trocador de calor a uma taxa definida para maximizar a temperatura da água ao sair. Esta água quente é agora em seguida armazenada num tanque de água quente para uso posterior.

### Fermentação

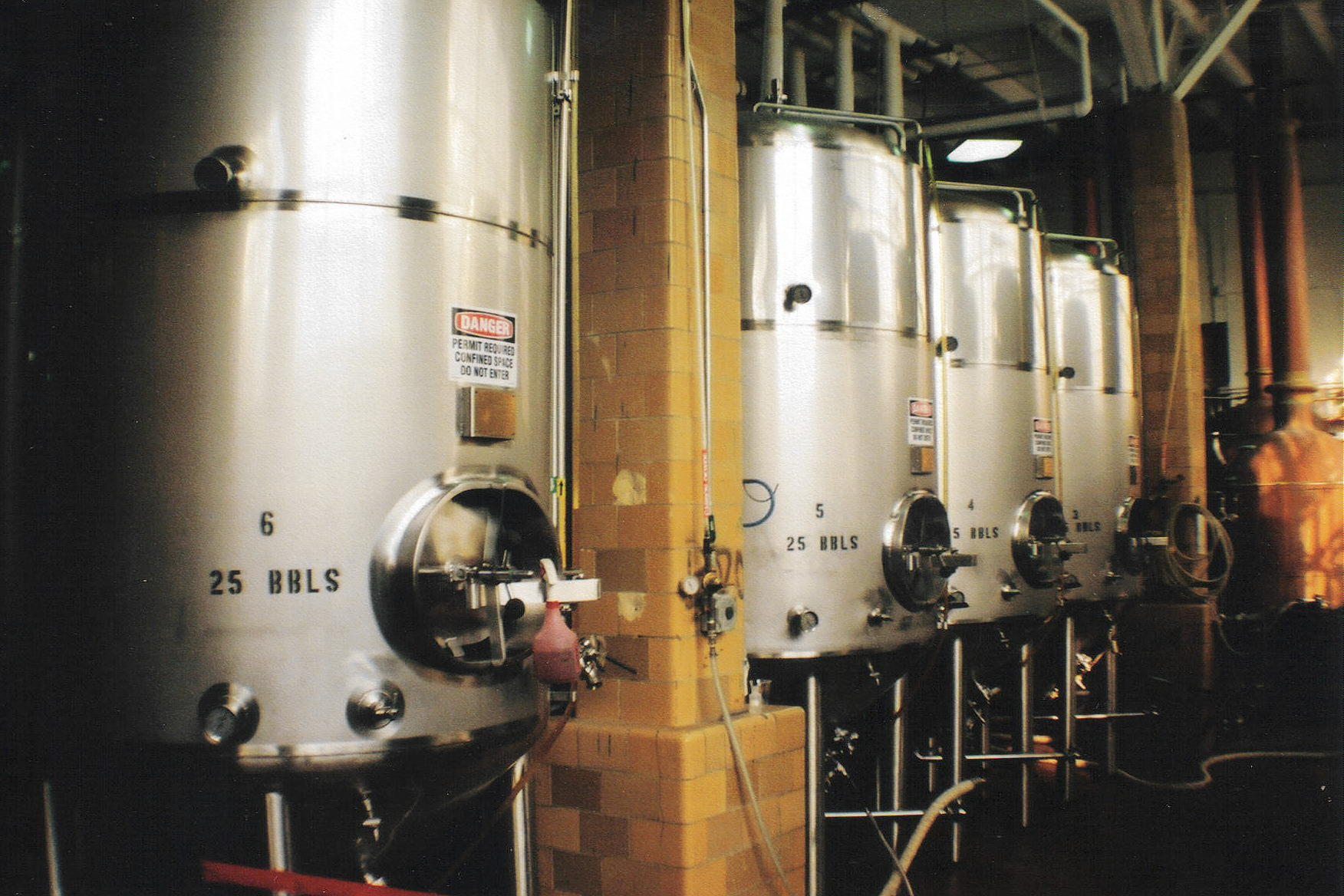
Tanques de fermentação modernos

Fermentação, na fabricação de cerveja, é a conversão de carboidratos para dióxido de carbono e de álcoois ou ácidos orgânicos utilizando leveduras, bactérias, ou uma combinação das mesmas, sob condições anaeróbicas. Uma definição mais restrita de fermentação é a conversão química dos açúcares em etanol.
Depois que o mosto é arrefecido e oxigenado — geralmente com ar estéril — a levedura é adicionada a ele, e então começa a fermentar. É durante esta fase, que açúcares obtidos a partir do malte são metabolizados em álcool e dióxido de carbono, e o produto pode ser chamado pela primeira vez de cerveja. A fermentação acontece em tanques que vêm em todos os tipos de formas, desde enormes cilindro-cônicos até tonéis de madeira.

### Condicionamento
Depois da fermentação inicial ou primária, a cerveja é agora condicionada, maturada ou envelhecida, em uma de várias formas, que pode levar entre 2 a 4 semanas, vários meses ou vários anos, dependendo do tipo de cerveja. A cerveja é geralmente transferida para um segundo recipiente, de modo que já não se encontre mais exposta à levedura morta e outros detritos (também conhecido como "trub") que tenham decantado no fundo do fermentador principal. Isto evita a formação de sabores indesejáveis e compostos prejudiciais, tais como os acetaldeídos.
Fermentação secundária
Durante a fermentação secundária, a maior parte da levedura remanescente irá depositar-se no fundo do fermentador, produzindo um produto menos turvo.
Fermentação em garrafa
Algumas cervejas sofrem uma fermentação na garrafa, dando carbonatação natural. Esta pode ser uma segunda ou terceira fermentação. Elas são engarrafadas com uma população de levedura viável em suspensão. Se não houver açúcar residual fermentável, açúcar pode ser adicionado, na proporção de 8 gramas por litro de bebida. A fermentação resultante gera dióxido de carbono que fica preso dentro da garrafa, permanecendo na solução e proporcionando carbonatação natural.
Lagering
Lagers são envelhecidas perto de temperaturas de congelamento durante 1–6 meses, dependendo do estilo. Este envelhecimento a frio serve para reduzir o teor de compostos sulfurosos produzidos pela levedura de baixa fermentação e para produzir um produto final com sabor mais limpo, com menos ésteres. Sabores desagradáveis, tais como compostos fenólicos, tornam-se insolúveis na cerveja fria e o sabor da cerveja torna-se mais suave. Durante esse tempo, a pressão é mantida nos tanques.
Kräusening
Kräusening é um método de condicionamento em que mosto fermentando é adicionada à cerveja acabada. A levedura ativa irá reiniciar fermentação na cerveja acabada, e assim introduzir novo dióxido de carbono, o tanque de condicionamento será então selado de modo que o dióxido de carbono seja dissolvido na cerveja produzindo certo nível de carbonatação. O método kräusening pode também ser usado para cervejas condicionadas em garrafa.

### Embalagem
"Embalar" é colocar a cerveja dentro de recipientes para deixar a cervejaria. Normalmente, isso significa colocar a cerveja em garrafas, latas de alumínio ou barris. A maioria das cervejas são clarificadas pela filtragem, quando embalados em latas ou em garrafas. No entanto, cervejas condicionadas em garrafa retém um pouco de levedura, quer seja por não serem filtradas, ou por terem sido filtradas e, em seguida, adicionado-se levedura.

## Estilos de cervejas

### Old Ale
Tipo de cerveja escura inglesa de alta fermentação. Esses tipos de cervejas são envelhecidas por pelo menos dois anos antes de serem consumidas. A cerveja old ale geralmente tem um teor alcoólico de 6 por cento em volume, possuindo bom corpo e gosto estruturado.

### Lager
Tipo de cerveja fermentada com uma levedura que trabalha melhor em temperaturas mais baixas. Tal levedura é chamada de levedura de baixa fermentação. Ao processo pelo qual a cerveja é maturada em temperaturas baixas (comumente em caves, cavernas ou adegas) por longos períodos de tempo, chamamos de lagering, do alemão lagern que significa armazemar.
Embora existam muitos estilos de lagers, a maioria delas é clara na cor, com alto teor de gás carbônico, de sabor moderadamente amargo e conteúdo alcoólico entre 3–6% por amostra. Os estilos de lager incluem: Bock, Doppelbock, Eisbock, Munchner Helles, Munchner Dunkel, Maibock, Dry Beer, Export, Märzen (feita somente para a Oktoberfest bávara), Pilsener e Schwarzbier (cerveja preta).

### Ale
Tipo de cerveja produzida a partir de cevada maltada usando uma levedura que trabalha melhor em temperaturas mais elevadas. Tal levedura, conhecida como levedura de alta fermentação, fermenta a cerveja rapidamente, proporcionando um sabor frutado devido a maior produção de ésteres
Cervejas de fermentação alta, especialmente populares na Grã-Bretanha e Irlanda, incluindo as mild (meio amargas), bitter (amargas), pale ale (ale clara), porter (cerveja escura muito apreciada por estivadores) e stout (cerveja preta forte). Diferenças de estilo entre cervejas de fermentação alta são muito maiores do que aquelas encontradas entre as cervejas de baixa fermentação e muitos estilos são difíceis de categorizar. A cerveja comum da Califórnia, por exemplo, é produzida usando o fermento para lagers em temperaturas para ales. As cervejas à base de trigo são geralmente produzidas usando um fermento para ales e então armazenadas, às vezes com um fermento para lagers. A cerveja belga Lambic é produzida com fermentos selvagens e bactérias, nativos da região do vale do rio Zenne (Pajottenland), perto de Bruxelas.

### Bebidas Relacionadas
Ao redor do mundo existem várias bebidas antigas e tradicionais feitas a partir da fermentação de grãos que são chamadas de cerveja. Na África existem várias cervejas étnicas feitas a partir do sorgo ou do milheto como o Oshikundu na Namibia e a Tella na Etiópia. Cerveja de banana é produzida em vários países africanos. A cerveja feita a partir da fermentação da banana recebe nomes diferentes em cada país: Mubisi (Uganda), Kasiksi (República Democrática do Congo), Urwaga (Quênia), Urwagwa (Burundi e Ruanda)  e Mbege (Tanzânia).
O Quirguistão também possui uma cerveja feita a partir do milheto; possui baixo conteúdo alcoólico e se parece com mingau, chamando-se de "Bozo". Butão, Nepal e Tibete também usam o milheto na Chhaang, uma bebida popular semi-fermentada a partir do arroz e do milheto do leste dos Himalaias. Mais a leste na China encontra-se o Huangjiu e o Choujiu — bebidas tradicionais feitas de arroz.
Nos Estados Unidos a produção de cerveja de abóbora é uma tradição. Nos Andes existe a Chicha, feito de milho germinado; enquanto os povos indígenas do Brasil bebem o Cauim, uma bebida tradicional pré-cabralina feita a partir da mandioca  (ver: História da cerveja no Brasil e Cerveja no Brasil) que é similar ao Masato no Peru.
| Cervejas feitas com diferentes ingredientes: | Cervejas feitas com diferentes ingredientes: | Cervejas feitas com diferentes ingredientes: | Cervejas feitas com diferentes ingredientes: | Cervejas feitas com diferentes ingredientes: |
| -------------------------------------------- | -------------------------------------------- | -------------------------------------------- | -------------------------------------------- | -------------------------------------------- |
|                                              |                                              |                                              |                                              |                                              |
| Cerveja de banana.                           | Cerveja de trigo.                            | Cerveja de milheto.                          | Cerveja de abóbora.                          | Cerveja de milho.                            |

## Classificação das cervejas
O conceito moderno de estilo de cerveja é em grande parte baseado na obra do escritor Michael Jackson em seu livro de 1977 The World Guide To Beer em que ele categoriza cervejas de todo o mundo em grupos de estilo de acordo com os costumes locais e nomes. Em 1989, Fred Eckhardt publicou a obra The Essentials of Beer Style.. Embora o estudo sistemático dos estilos de cerveja seja um fenômeno moderno, a prática de distinguir entre diferentes variedades de cerveja é antiga, datando de pelo menos 2 000 a.C.
O estudo do que constitui um estilo de cerveja pode envolver proveniência, a tradição local, ingredientes, e / ou impressão empírica, que é convencionalmente dividida em alguns elementos, normalmente — aroma, aparência, sabor e paladar. O sabor pode incluir o grau de amargor da cerveja devido a agentes de amargor, como lúpulo, cevada torrado, ou ervas, e da doçura do açúcar presente na cerveja.

### Elementos dos estilos de cerveja
Cervejas podem ser categorizadas a partir de uma série de fatores.

#### Aparência
As características visuais que podem ser observados numa cerveja são cor, clareza e colarinho. A cor é geralmente transmitida pelos maltes utilizados, embora outros ingredientes podem contribuir para a cor de alguns estilos, tais como cervejas de fruta. Intensidade da cor pode ser medida por sistemas tais como EBC, SRM ou Lovibond.
Muitas cervejas são transparentes, mas algumas cervejas, tais como hefeweizen, podem ser turvas devido à presença de leveduras. Uma terceira variedade é a cor opaca ou quase opaca que existem em stouts, porters, schwarzbiers (cerveja preta) e outros estilos escuros. Tamanho e retenção do colarinho e o laço (marcas da espuma no copo) são também fatores na aparência da cerveja.

#### Aroma
O aroma de uma cerveja pode ser formado a partir dos maltes fermentáveis, a intensidade e o tipo de lúpulo, o álcool, os ésteres, e os vários componentes aromáticos outros que podem ser proporcionadas pela levedura, e outros elementos que podem derivar da água e ao processo de fabricação de cerveja.

#### Sabor
As características de sabor de uma cerveja podem vir do tipo e quantidade de malte utilizados, sabores transmitidos pela levedura, e intensidade do amargor. O amargor pode ser medido em uma escala internacional de unidades de amargor.

#### Sensação na boca
A sensação de uma cerveja na boca, tanto a partir da viscosidade do líquido e da carbonatação, também pode ser considerada como parte do estilo da cerveja. A cerveja com mais dextrinas parece mais viscosa na boca. O nível de carbonatação (ou nitrogênio) varia de um estilo de cerveja para o outro. Para algumas cervejas pode dar uma sensação cremosa, enquanto para outros, contribui para uma sensação de formigamento.

#### Força
A força da cerveja é um termo geral para a quantidade de álcool presente. Ela pode ser quantificada quer indiretamente através da medição do peso específico, ou, mais diretamente através da determinação da percentagem global de álcool na cerveja.

#### Densidade

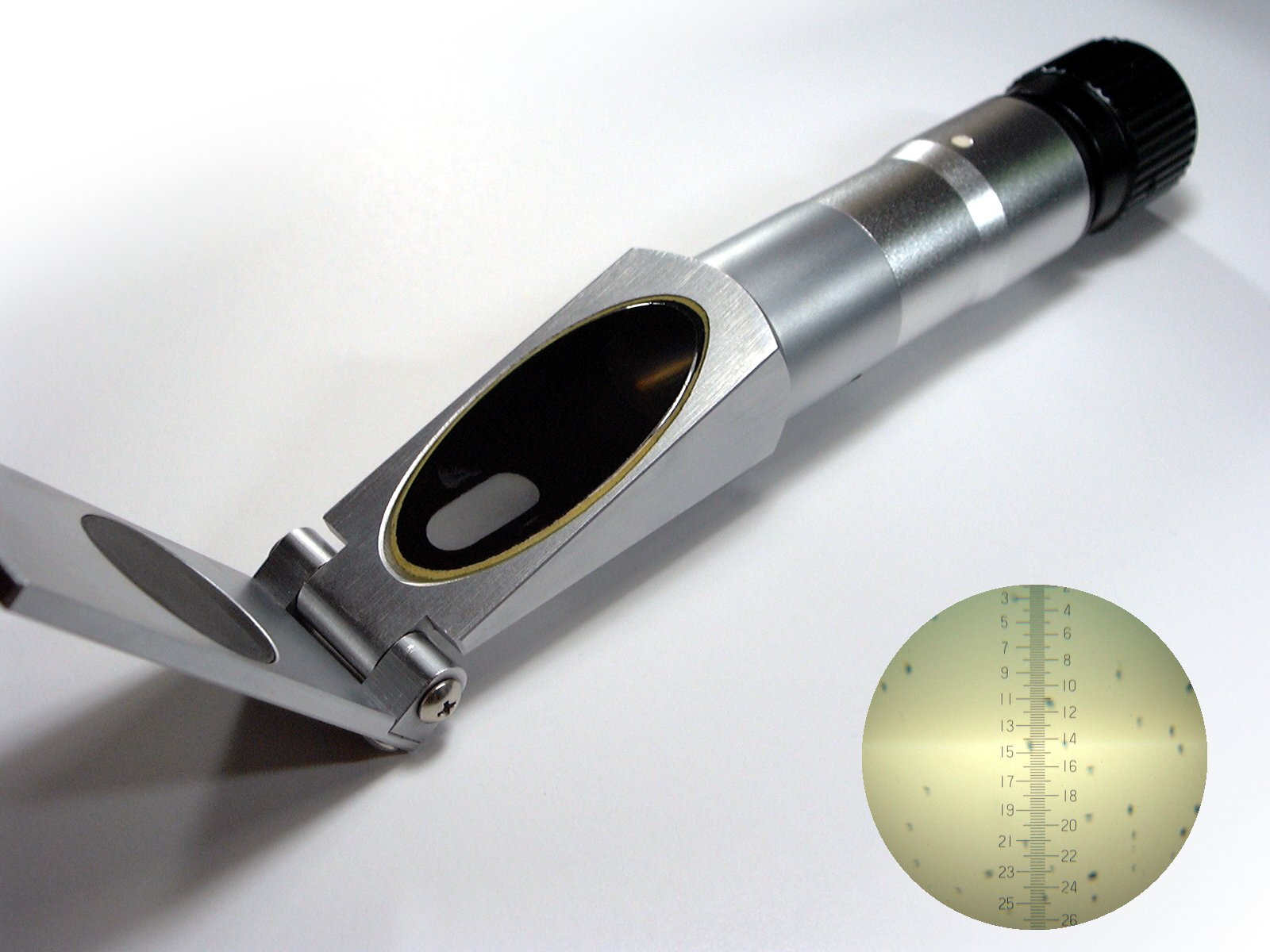
O refratômetro é um instrumento utilizado para medir a gravidade da cerveja

A medição do peso específico da cerveja é utilizada para estimar a força de cerveja por medição da sua densidade. Várias escalas têm sido utilizadas para a medição da gravidade, incluindo o Plato, Baumé, Balling e escalas Brix, com a escala Plato sendo a medida moderna mais comum.
Esta abordagem baseia-se no fato de os açúcares dissolvidos e o álcool afetam a densidade de cerveja de modo diferente. Uma vez que os açúcares são convertidos em álcool durante o processo de fermentação, a densidade pode ser utilizada para estimar o álcool final. Na produção de cerveja, é feita uma distinção entre a gravidade original, a densidade do mosto antes da fermentação começar, e a densidade final do produto quando a fermentação foi concluída. Uma vez que a concentração de açúcares é diretamente proporcional à gravidade, a densidade original dá uma ideia do teor alcoólico do produto final. Após a fermentação, as diferenças entre as densidades finais e original indica a quantidade de açúcar convertidos em álcool, o que permite que a concentração do teor alcoólico seja calculado.
A densidade original de uma cerveja foi a base para determinar a tributação no Reino Unido e Irlanda a partir de 1880 até o final do século XX. Na Europa Continental], a força de uma cerveja, em graus Plato é algumas vezes utilizada por uma fábrica de cerveja para distinguir uma determinada cerveja produzido em linha. Por exemplo, a cervejaria Rochefort produz três cervejas, todos diferentes na cor, sabor e aroma; e vende-as como Rochefort 6, Rochefort 8 e Rochefort 10, os números referentes às densidades originais das cervejas. Westvleteren Brewery, por sua vez, produz três cervejas, e as chama de Blonde, 8 e 12.
Há muitos tipos diferentes de cerveja. Uma descrição detalhada dos estilos de cerveja pode ser encontrada na página de Internet da Beer Judge Certification Program.

## Copos de cerveja
Assim que a cerveja entra no copo, a sua cor, aroma e sabor são alterados, bem como a percepção do indivíduo que irá desfrutar a bebida, ou seja, a antecipação é afetada. Nuances escondidas, tornam-se mais pronunciadas, como o brilho das cores, afetando a experiência de beber cerveja. Estudos científicos mostram que a forma do copo afeta o desenvolvimento e a retenção da espuma. A espuma criada quando uma cerveja é servida funciona como uma barreira para alguns compostos da cerveja. Esses compostos que evaporam de cerveja para criar o seu aroma, tais como óleos do lúpulo, todos os tipos de subprodutos gerados na fermentação pela levedura, como o álcool, e esteres frutados, especiarias ou outras adições. Assim, um copo que promove uma retenção de espuma saudável pode melhorar a captura de certos compostos. E como diferentes níveis de retenção de espuma e apresentação são esperados em diferentes estilos de cervejas, diferentes estilos de copos podem ser usados em conformidade.

### Flutou Flauta

Em forma de flauta, são mais usados para beber espumantes e champanhes, mas são ideais para cervejas do tipo Faro, Lambic, Gueuze ou as champegnoises, como a belga Deus e a brasileira Lust. O fato de serem esguios possibilita que o creme demore mais para se dissipar, mantendo as qualidades da cerveja no copo.

### Gobletou cálice

Peças majestosas de trabalho. Os mais delicados também podem ter suas bordas decoradas com prata ou ouro ou ostentar esculturas. Alguns são concebidos para manter um colarinho de 2 centímetros. Isto é obtido, marcando o fundo na parte interior do copo, o que cria um ponto de nucleação de gás carbônico, e um fluxo de bolhas eterna, com uma perfeita retenção de espuma como resultado. Benefícios: Projetado para manter espuma. De boca larga para goles profundos. Ideais para as grandes trapistas belgas. Também podem ser usados com os estilos Dubbel, Tripel e Quadrupel. Variações de formato são encontradas com os nomes de Bolleke (copos da Leffe e Westmalle) e Trapist (copo da La Trappe), mas todos compartilham características como bocas largas e uma haste alongada.

### Tulipa

Ideal para cervejas que possuem bastante creme, como a Duvel e outras Strong Ales belgas. O desenho é baixo e elegante, permitindo também observar a evolução da espuma. A Tulipa parece mais com uma taça de conhaque, porém com a boca do copo virada para fora. Benefícios: captura e aumenta compostos voláteis, enquanto induz e apoia grandes colarinhos. Ideal também para scottish ales, american double/imperial IPAs, barleywines, Belgian ales outras cervejas aromáticas.

### Pint(Becker,Nonic,Tumbler)

Tumbler
Imperial
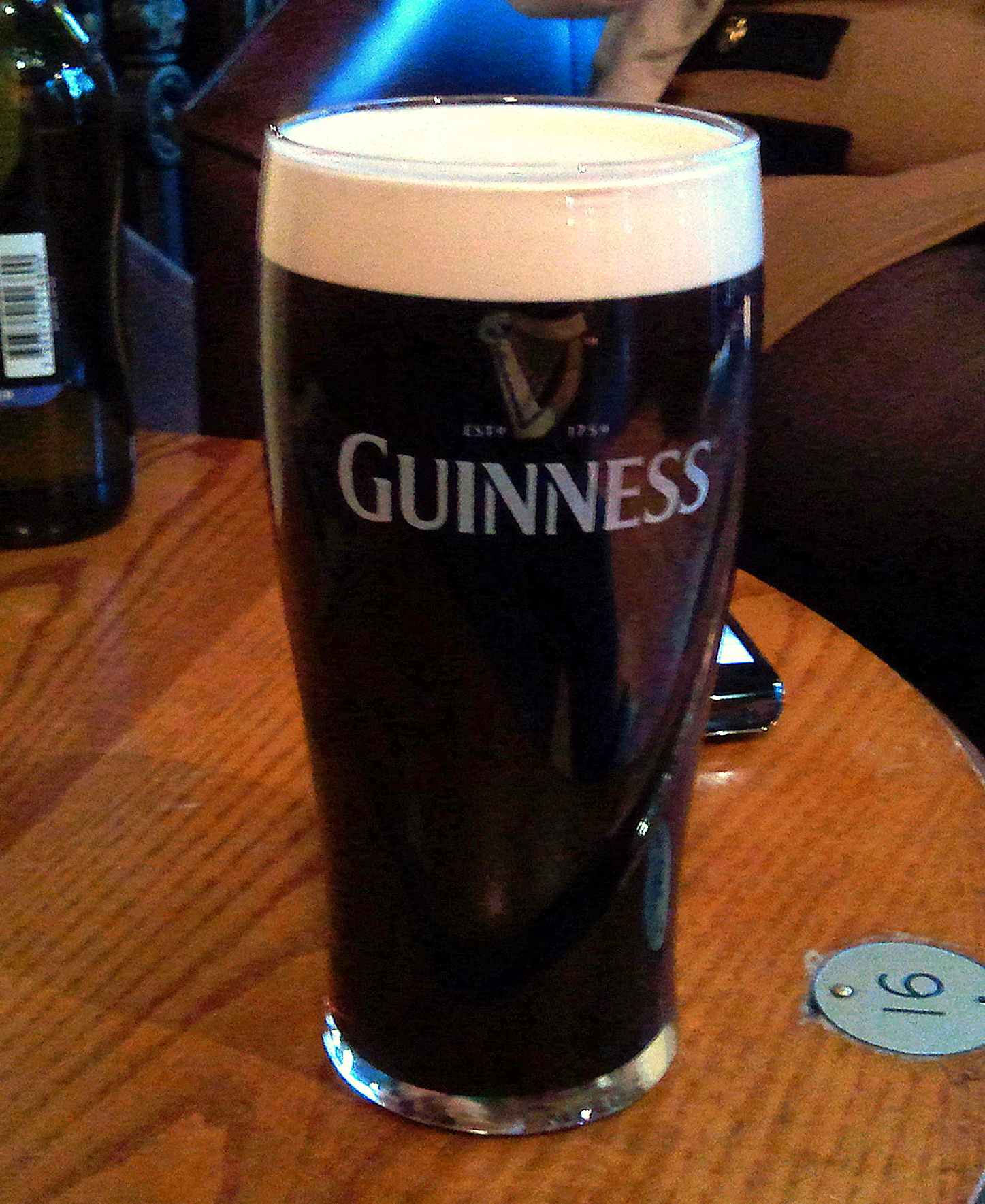
Pint de Guinness

Quase cilíndrico, com uma ligeira conicidade e boca larga. Há dois tamanhos padrão: a 16 onças (Tumbler EUA) ou o Imperial de 20 onças (Nonic), que tem uma ligeira crista em direção ao topo. A versão de 20 onças é o preferido para acomodar mais cerveja ou cervejas com grandes colarinho. Um Becker é o equivalente alemão, afinando no topo. Benefícios: barato de fazer. Fácil de guardar. Ideal para as cervejas do tipo Bitter e Stout. O anel dos pints Nonick foram encorporados por volta de 1960 para facilitar o empilhamento de copos, evitando que eles ficassem presos e quebrassem.

### Pilsner

Captura a efervescência e as cores de uma Pilsen. Realça a cor, clarificação e carbonatação. Promove a retenção de espuma. Melhora a percepção de compostos voláteis. Adequado para Viena Lager, Light American Lager, Dortmunder, Doppelbock, Bohemian Pilsner, German Pilsner, entre outros.

### Caneco (ouSeidel,Stein)

Caneco
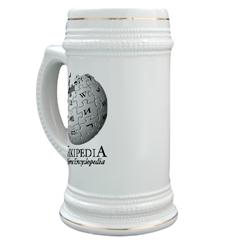
Stein com o logo da Wikipédia

Pesado, robusto, grande e com alça, a caneca é uma peça divertida e séria de vidro que vem em vários tamanhos e formas. A melhor parte de usar uma caneca é que você pode brindar com mais confiança do que outros tipos de vidro. Seidel é uma caneca alemã, enquanto um Stein é o equivalente de pedra que tradicionalmente apresenta uma tampa, cuja utilização remonta à peste negra para evitar que moscas caíssem dentro. Benefício: fácil de beber. Comporta muito volume. Ideal para:
American Amber / Red Ale
American Amber / Red Lager
American Black Ale
American Blonde Ale
American Brown Ale
American Dark Wheat Ale
American IPA
American Malt Liquor
American Pale Ale (APA)
American Pale Wheat Ale
American Porter
American Stout
American Strong Ale
Baltic Porter
Black & Tan
Bock
California Common / Steam Beer
Chile Beer
Cream Ale
Czech Pilsener
Doppelbock
English Bitter
English Brown Ale
English Dark Mild Ale
English India Pale Ale (IPA)
English Porter
English Stout
English Strong Ale
Euro Dark Lager
Extra Special / Strong Bitter (ESB)
Fruit / Vegetable Beer
German Pilsener
Herbed / Spiced Beer
Irish Dry Stout
Irish Red Ale
Keller Bier / Zwickel Bier
Maibock / Helles Bock
Märzen / Oktoberfest
Milk / Sweet Stout
Oatmeal Stout
Rauchbier
Roggenbier
Sahti
Scottish Ale
Scottish Gruit / Ancient Herbed Ale
Smoked Beer
Vienna Lager
Witbier.

### Weizen

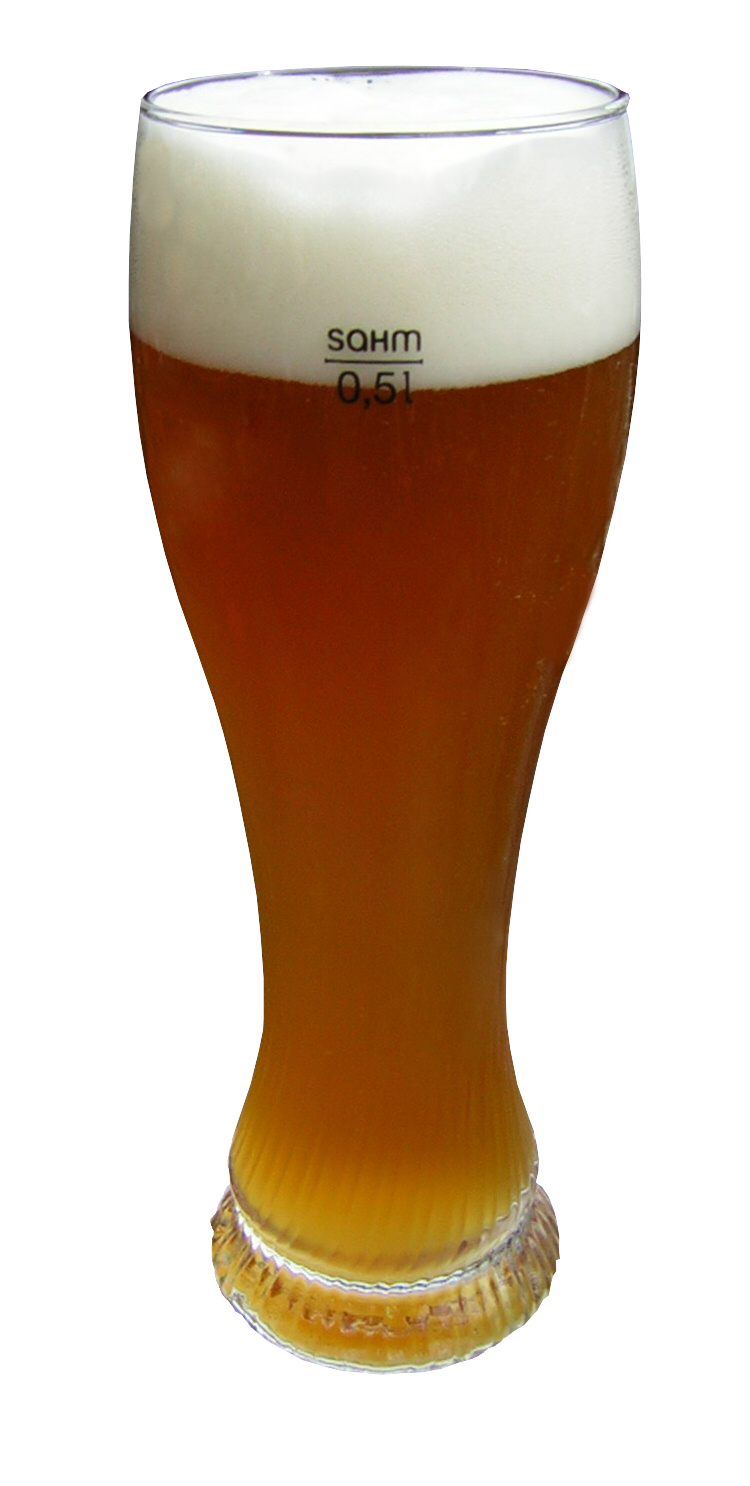

Especificamente produzido para comportar volume e colarinho, enquanto retém os aromas de banana e fenóis associados com o estilo.
Este copo, comprido e com as suas paredes finas, mostra a cor da cerveja e permite muito espaço livre para conter o colarinho volumoso e cremoso associado com o estilo. A maioria tem 0,5 L de volume, com ligeiras variações de tamanhos.
Indicado para Weissbier, American Dark Wheat Ale, American Pale Wheat Ale, Dunkelweizen, Gose, Hefeweizen, Kristalweizen, Weizenbock.

## Produção mundial e consumo

### Produção
Dados disponíveis da produção mundial de cerveja feita a partir da cevada em 2018, em milhões de toneladas por ano:
| 1.  | China          | 38,12 |
| 2.  | Estados Unidos | 21,44 |
| 3.  | Brasil         | 15,31 |
| 4.  | México         | 11,97 |
| 5.  | Alemanha       | 8,65  |
| 6.  | Rússia         | 7,76  |
| 7.  | Vietname       | 4,30  |
| 8.  | Reino Unido    | 4,15  |
| 9.  | Polónia        | 4,14  |
| 10. | Espanha        | 3,83  |

Fonte: Beer of barley production by FAO.

### Consumo
|                                                              |
| Mapa mostrando o consumo de cerveja por pessoa em cada país. |

## Problemas e benefícios para a saúde e para a sociedade

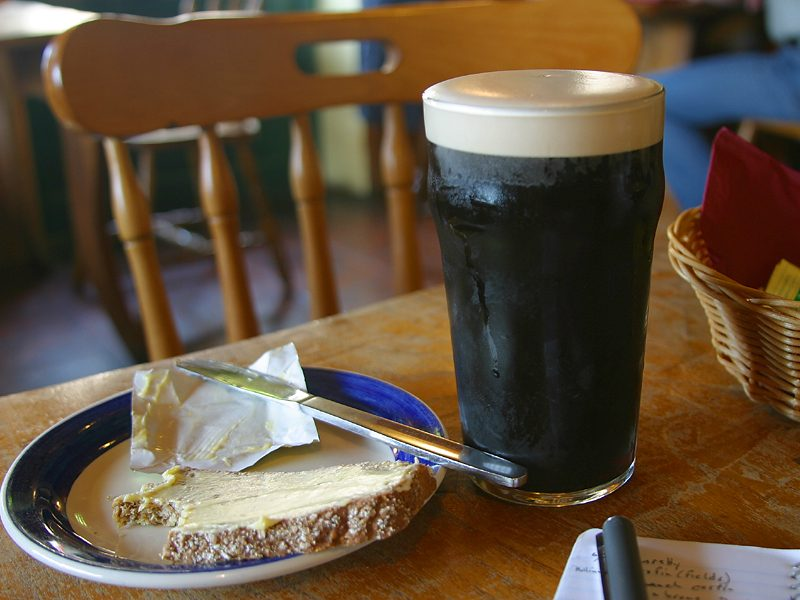
Um pint de Stout

A prática de crendices populares que estimulam o uso da cerveja como tratamento para certas enfermidades, como por exemplo cálculos renais, podem causar seríssimos danos ao organismo.
Apesar disso, é sabido também que o consumo de álcool (incluindo a cerveja) em doses moderadas é capaz de diminuir severamente o surgimento de doenças cardíacas. Em estudo de 1972, o epidemiologista Carl Seltzer, da Universidade Harvard, constatou através dos dados do Framingham Heart Study que o uso moderado do álcool pode ser agente profilático contra as doenças cardíacas. Se ingerido com moderação, o álcool presente na cerveja é capaz de promover um incremento no HDL (também conhecido como "colesterol bom"), auxiliando assim na prevenção de derrames e infartos
.
Além deste, diversos outros estudos posteriores também chegaram a conclusões parecidas de que o consumo de até três doses diárias de bebida alcoólica é capaz de reduzir o risco de cardiopatias em até 40 por cento.
Em 1997, a revista Epidemiology publicou artigo sobre estudo feito por cientistas de Munique, na Alemanha, que procuraram avaliar a população do estado da Baviera (maior consumidor de cerveja) em relação às doenças cardíacas e chegou a resultados parecidos.
Também, no dia 20 de maio de 2000, o British Medical Journal publicou artigo sobre pesquisa realizada por centros de estudos ingleses e tchecos que chegaram a conclusão de que o consumo da cerveja, bebida que foi utilizada no estudo, é capaz de diminuir significativamente o aparecimento de doenças do coração.
Este efeito seria resultado da ingestão do etanol e não de nenhuma substância particular de bebida alcoólica específica.
A bebida alcoólica portanto, assim como qualquer outro tipo de alimento, pode ser benéfica ou maléfica ao consumo humano, dependendo da quantidade em que é consumida.

## Mercado publicitário
Os aspectos nocivos do álcool incitam debates sobre a publicidade do setor, que hoje possui regras cada vez mais rígidas. Mas, apesar disso, inúmeras celebridades figuram em anúncios de bebidas alcoólicas num mercado extremamente competitivo. Em junho de 2007, o então ministro da saúde do Brasil José Gomes Temporão ressaltou que a classe artística deveria avaliar como ela coloca sua imagem, antes de endossar campanhas de bebidas, uma vez que, apenas entre os anos de 2005 e 2006, o consumo de álcool no Brasil cresceu 7,5 por cento.
Nos primeiros meses de 2007, no Brasil, uma liminar foi concedida pelo juiz Jorge Luís Barreto, da 2ª Vara Federal no Ceará, proibindo em todo o país propagandas de cerveja entre as 6 e as 21 horas. Dentro dos horários previstos, os anúncios deveriam ter a informação de que "o consumo de bebidas alcoólicas provoca dependência química e psicológica".
Após um estudo realizado pela Câmara dos Deputados, apurou-se que, dos 513 parlamentares brasileiros, 87 (16,96 por cento) estão ligados a empresas com interesses contrários à regulamentação da publicidade de cerveja.
|                                                             |                           |                                                |                                                                     |                                                          |
| Publicidade da estadounidense Bunker Hill Breweries (1899). | Poster francês (c. 1901). | Propaganda da japonesa Asahi Breweries (1937). | Publicidade alemã ocidental da Dortmunder Bergmann Brauerei (1961). | Publicidade da cerveja brasileira Devassa dos anos 2010. |

## Química da Cerveja
A cerveja contêm os seguintes ácidos fenólicos: Ácido 4-hidroxifenilacético, Ácido vanílico, Ácido cafeico, Ácido p-cumárico, Ácido ferúlico e Ácido sinapínico. A maioria destes ácidos estão presentes em formas coligadas e só uma pequena parte pode ser detectada como componentes livres.
O lúpulo, e a cerveja feita com ele, contem 8-prenilnaringenina o qual é o mais potente fitoestrogeno conhecido. Contêm também: humuleno, Mirceno, xantohumol, Linalol, mircenol, Tanino e resinas.
2-Indolyl(3)-ethanol, Tirosol e Álcool fenetílico são compostos aromáticos encontrados na cerveja como produto secundário da fermentação por Saccharomyces cerevisiae.